# Evidence (film 1915)
Evidence è un film muto del 1915 diretto da Edwin August.

## Produzione
Il film fu prodotto dalla F. Ray Comstock Film Corp., girato negli Studi della Kinemacolor di Whitestone, nel Queens a New York.

## Distribuzione
Distribuito dalla World Film